# Hela kändis-Sverige bakar – säsong 10
Hela kändis-Sverige bakar – säsong 10 är en spinoff-säsong av TV-programmet Hela Sverige bakar som sänds i TV4 och på TV4 Play med start den 7 mars 2023. Programledare är Tina Nordström och juryn består av bagaren Johan Sörberg och konditorn Elisabeth Johansson.
De 12 kändisarna som deltar i säsongen tävlar i par och bakar tillsammans.

## Tävlande
Nedan presenteras deltagarna från säsongen. Informationen om deltagarna gäller när säsongen spelades in.
- Lag 1: Christopher Wollter och Lia Boysen
- Lag 2: Nicole Falciani och Alexandra Nilsson
- Lag 3: Daniel Norberg och Louise Nordahl
- Lag 4: Shirley Clamp och Hanna Norman
- Lag 5: Titti Schultz och Josefine Sundström Lindberg
- Lag 6: Filip Lamprecht och Michel Tornéus

## Finalister och vinnare
I finalen besgerade Filip Lamprecht och Michel Tornéus paret Daniel Norberg och Louise Nordahl.